# Clemente Comenge Abio
Clemente Comenge Abio (Monegrillo, 15 de abril de 1676 - Ciudad Rodrigo, 12 de diciembre de 1747). Obispo de Ciudad Rodrigo entre el 3 de marzo de 1738 y el 12 de diciembre de 1747.

## Biografía
Nació en Monegrillo (Zaragoza), siendo bautizado el 15 de abril de 1676.
Era hijo de Matías Comenge y Ana Abio, los dos pertenecientes a familias infanzonas de Monegrillo. Su hermano mayor Vicente Blas, nacido en 1673, heredó el Casal de sus padres,por lo que Clemente optó por la vía eclesiástica. Se convirtió en Canónigo de la Catedral del Salvador de Zaragoza el 10 de septiembre del 1717.
Se doctoró en Teología por la Universidad de Zaragoza, donde había sido catedrático de artes y teología, y donde sería rector entre 1724 y 1728.
Tomó posesión como obispo de Ciudad Rodrigo el 28 de junio de 1738. Influido por su origen aragonés mandó levantar una capilla bajo la advocación de la Virgen del Pilar en la catedral civitatense, construida tras su fallecimiento, entre 1748 y 1753, siguiendo el proyecto de fray Antonio de San José Pontonés, mientras que las tallas se deben a Francisco Gutiérrez, discípulo de Luis Salvador Carmona.
Clemente falleció en Ciudad Rodrigo el 12 de diciembre de 1747 siendo enterrado posteriormente en la capilla del Pilar que había mandado construir, que en su exterior exhibe el escudo familiar de los Comenge.
En 1764, su primo-hermano Manuel Abio Pelegrín,que formaba parte del séquito de Clemente, aparece citado como Vicario General de Ciudad Rodrigo en la Ejecutoria de infanzonía que ganó el 11 de febrero de dicho año. 